# Slank tandhorentje
Het slank tandhorentje (Odostomia plicata) is een slakkensoort uit de familie van de Pyramidellidae. De wetenschappelijke naam van de soort werd in 1803 voor het eerst geldig gepubliceerd door George Montagu.

## Beschrijving
Het slank tandhorentje is een klein mariene huisjesslak; de dunschalige, torenvormig schelp is tot 5 mm hoog en slechts tot 1,7 mm breed. De geelachtige witte schelp, donker bij de sutuurlijn, heeft 6 tot 7 vlakke windingen met een gekantelde protococh. De mondopening is ovaal met op de spil een spitse, tandvormige plooi en naast de mond een kleine, diepe navel. Op het gladde oppervlak van de schelp zijn groeilijnen zichtbaar die diagonaal verlopen.
Het slakje zelf heeft een witte, deels doorschijnende lichaamskleur, met gelige vlekken op de tentakels en aan de zijkanten van de kop. Tussen de platte, brede tentakels staan de ogen dicht bij elkaar.

## Verspreidings- en leefgebied
Het verspreidingsgebied van dit zeeslakje is de Noord-Oostelijke Atlantische Oceaan die loopt van Noorwegen, via Zuid-Scandinavië (van Kattegat tot de Isefjord), langs de kusten van Groot-Brittannië, Frankrijk tot het Iberisch Schiereiland. Komt ook voor in de Middellandse Zee en de Zwarte Zee.
Het slank tandhorentje leeft ectoparasitair op kalkkokerwormen van het geslacht Spirobranchus, zoals op de driekantige kalkkokerworm (S. triqueter), en andere soorten kokerwormen. Ze zijn met name te vinden op harde substraten langs rotskusten. Met hun lange proboscis waarin een spitse zuigstekel bevindt, boort hij in het weefsel van zijn slachtoffer waarna hij hun lichaamssappen opzuigt.